# John Eke
John Wicktor Eke (* 12. März 1886 in Högby; † 29. September 1964 in Philadelphia, Vereinigte Staaten) war ein schwedischer Langstreckenläufer.
1912 wurde er schwedischer Vizemeister im Crosslauf. 
Im selben Jahr qualifizierte er sich bei den Olympischen Spielen in Stockholm für das Finale des 10.000-Meter-Laufs, trat dort jedoch nicht an. Beim Crosslauf gewann er in der Einzelwertung Bronze hinter dem Finnen Hannes Kolehmainen und seinem Landsmann Hjalmar Andersson und Gold in der Mannschaftswertung zusammen mit Andersson und dem fünftplatzierten Josef Ternström.

## Weblinks

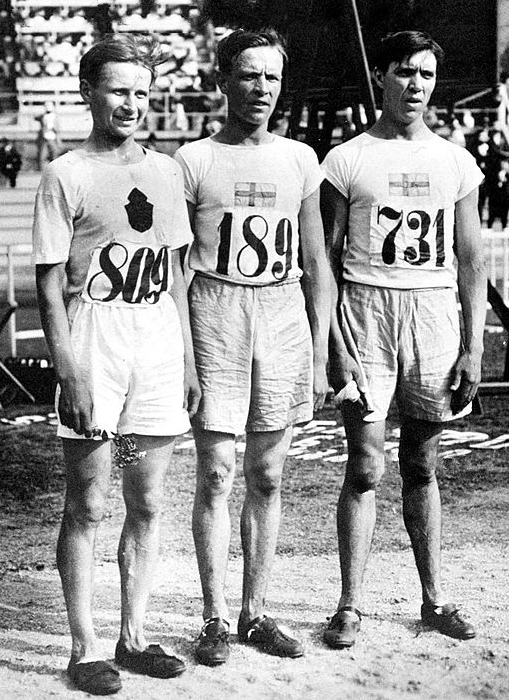
Die Medaillengewinner im Crosslauf (v. l. n. r.):
Gold: Kohlemainen (FIN), Silber: Andersson (SWE); Bronze: Eke (SWE)